# Østensjø
Østensjø er et administrativ bydel i Norges hovedstad Oslo. Bydelen har 50.806 indbyggere (2020) og dækker et areal på 12,24 km². Den betjenes af Østensjøbanen.
Bydelen ligger sydøst for Oslo, indtil Østmarka, et populært friluftsområde for borgerne i Oslo og Lørenskog.
Østensjø består af Oslos forstæder Oppsal, Bøler, Bogerud, Abildsø, Manglerud, Rognerud og Høyenhall, alle placeret rundt Østensjøvannet, foruden Skullerud helt syd i bydelen, der også har nogle industriområder, samt Trasop, lige ved Østmarka og Godlia i nord. Østensjøvannet naturreservat, som omfatter søen og nærliggende områder, blev etableret i 1992.

## Østensjø gård og bydelens navn
Bydelen har fået sit navn fra Østensjø gård, som er bevaret. Navnet Østensjø kommer af norrønt Austansjor. Den er en af de gamle historiske Aker-gårde. Høvdingen Audun Austansjor, omtalt i Håkon Håkonssons saga, er nok kommet herfra. I sagaen fortælles, at Audun og hans mænd i 1222 trak skibene op til Øyeren og derfra roede til Mjøsa. Ved Ikornaholmen (= Egernholmen) i Mjøsa kom det til et stort slag mellem Auduns parti ribbungerne og deres modstandere, birkebeinerne.  Audun Austansjor, to andre høvdinge og omkring 200 af Auduns mænd faldt. 
Af de ti stenalderøkse fundet ved Østensjøvandet, er de fire fundet på gårdens jorder.  Omkring år 1400 regner man med, at kirken ejede 82 % af al jord i Aker, mens 3 % var krongods. Resten var i privat eje frem til reformationen.  Omkring 1712 ejede Anna Colbjørnsdatter Østensjø gård, men hun boede der ikke. I 1718 overførte hun gården til sin bror Jacob Colbjørnssøn; skødet er bevaret. I 1755 brændte gården ned, og i 1761 ble den opdelt i Søndre Østensjø og Nordre Østensjø gård. 

## Nordre Skøyen hovedgård og den historiske lindeallé
Nordre Skøyen hovedgård nord i bydelen er også bevaret og fredet.  Nordre Skøyen ligger på et markant højdedrag, Skøyenåsen, og rummer en gravhøj, som sammen med gravhøjen på Søndre Skøyen og middelaldervejen over højdedraget tydeliggør anlæggets betydning gennem mere end 1.000 år. Langs dele af vejen blev en lang lindeallé, en af Norges flotteste og bestående af omkring 60 træer, plantet af gårdejer Jess Carlsen ca 1750; muligvis er den væsentlig ældre. Alléen blev raseret af en storm i juli 2010,  og det var forbundet med livsfare at nærme sig de ødelagte, gamle træer. 
Nordre Skøyen hovedgård ligger midt på højen, i flugt med alléen, og med udsigt over Oslo og Oslofjorden. Bebyggelsen består i dag af en vinkelbygget, énetages hovedbygning og et toetages stabbur. Hovedbygningen er af panelet tømmer og kendetegnes af to middelalderinspirerede, murede tårne, og et centralt midtparti med tværstillet ark og indredet første sal. Gårdspladsen var oprindeligt brolagt med kuppelsten, men er i dag gruslagt. Der ligger flere træhuse på grunden, blant andet en ældre karlestue. 

## "Svenskehusene" på Ulsrud
Ulsrud haveby ligger ved Ulsrud station på Østensjøbanen og blev udbygget lige efter anden verdenskrig, da Norge havde forpligtet sig til at modtage 600 jødiske flygtninge fra holocaust. De 20 småhuse med i alt 40 lejligheder blev opført i 1948. For at undgå et "ghettopræg" besluttede man at tildele norske familier halvdelen af lejlighederne. Ulsrud haveby blev alligevel omtalt som "jødebyen" eller "jødekolonien". Et andet tilnavn var "svenskebyen", for alle husene var fremstillet i Sverige.  